# پیاتسا دی میراکولی
پیاتزا دی میریاکولی (ایتالیایی: [ˈpjattsa dei miˈra:koli]؛ به معنی «چهارسوق معجزات»)، که به‌طور رسمی به عنوان پیاتزا دِل دومو (به ایتالیایی: Piazza del Duomo؛ به معنی «کلیسای جامع چهارسوق») منطقه‌ای با دیوار ۸٫۸۷ هکتاری واقع در پیزا، توسکانی، ایتالیا، به عنوان مرکز مهم هنر قرون وسطی اروپا و یکی از بهترین مجموعه‌های معماری در جهان شناخته شده‌است. این میدان که مالک آن توسط کلیسای کاتولیک مقدس تلقی می‌شود، تحت تسلط چهار بنای مذهبی بزرگ است: کلیسای جامع پیزا، تعمیدگاه پیزا، برج کج پیزا و گورستان یادمان مشاهیر است.
نام Piazza dei Miracoli توسط نویسنده و شاعر ایتالیایی گابریله دانونزیو ابداع شد که در رمان Forse che sì forse che no (1910) میدان را به عنوان " prato dei Miracoli " یا "چمنزار معجزات" توصیف کرد. گاهی این میدان را Campo dei Miracoli ("میدان معجزات") می‌نامند. در سال ۱۹۸۷، کل میدان به عنوان میراث جهانی یونسکو ثبت شد.